# Hamnskär (vid Utö, Korpo)
Hamnskär är en ö i Finland. Den ligger i Skärgårdshavet eller Norra Östersjön och i kommunen Pargas i den ekonomiska regionen  Åboland i landskapet Egentliga Finland, i den sydvästra delen av landet. Ön ligger omkring 93 kilometer sydväst om Åbo och omkring 210 kilometer väster om Helsingfors. 
Öns area är 1,6 hektar och dess största längd är 170 meter i nord-sydlig riktning.